# Guangzhou Gymnasium
Guangzhou Gymnasium (chiń. 广州体育馆; pinyin Guǎngzhōu Tǐyùguǎn) – hala sportowa w Kantonie, w Chińskiej Republice Ludowej. Jest używana głównie do gry w koszykówkę. Obiekt może pomieścić 10 000 ludzi i został otwarty w 2001 roku. Został zaprojektowany przez Paula Andreu.